# Heike Lehmann
Heike Lehmann (n. 29 martie 1962, Neustrelitz, Mecklenburg-Pomerania Inferioară, RDG) este o sportivă ce a reprezentat Germania, medaliată olimpică. A participat la o ediție a Jocurilor Olimpice (1980) în care a câștigat o medalie de argint.

## Participări
Lista de mai jos prezintă principalele competiții la care a participat Heike Lehmann de-a lungul carierei.
- volleyball at the 1980 Summer Olympics – women's tournament[*]